# Eigentliche Eisvögel
Die Eigentlichen Eisvögel, auch Alcedininae genannt, sind eine von drei Unterfamilien der Familie der Eisvögel. Die Eigentlichen Eisvögel sind über Afrika, Ost- und Südasien sowie Australien weit verbreitet. Eine Art, der Eisvogel (Alcedo atthis), kommt außer in Nordwestafrika auch in Europa und dem nördlichen Asien vor. Die Gruppe umfasst viele fischfressende (und diese durch Tauchen jagende) Eisvogel-Arten. Der Ursprung der Unterfamilie wird in Asien vermutet.
Es handelt sich um leuchtend bunt gefärbte, durch ihren kurzen Schwanz, den großen Kopf und den langen Schnabel kompakt wirkende Vögel. Sie fressen Insekten oder Fische. Die Ablage von weißen Eiern erfolgt in selbst gegrabenen Brutröhren. Brut und Aufzucht der Jungen werden von beiden Eltern ausgeführt.

## Systematik
Eine molekulare Phylogenie-Analyse der Eigentlichen Eisvögel von 2007 hat ergeben, dass die damals bestehenden Gattungen nicht monophyletisch sind. Die Arten wurden daraufhin zu vier monophyletischen Gattungen gruppiert. Eine Klade aus vier Arten wurde in die wieder eingesetzte Gattung Corythornis eingruppiert. Fünf Arten (Mangrovezwergfischer, Azurzwergfischer, Bismarckzwergfischer, Silberzwergfischer, Blaubrust-Zwergfischer) wurden aus der Gattung Alcedo in die Gattung Ceyx eingeordnet.
Mit Ausnahme einer Art haben alle in die wiederhergestellte Gattung Ceyx eingruppierten Eisvögel drei statt der sonst üblichen vier Zehen. Die Ausnahme ist der Sulawesizwergfischer, welcher einen rudimentären vierten Zeh besitzt.:9–9
Die Unterfamilie enthält 40 bzw. 41 Arten in 4 Gattungen. Der Braunkopfzwergfischer wird von einigen Autoren in die monotypische Gattung Myioceyx, von anderen mit dem Natalzwergfischer in die Gattung Ispidina eingruppiert. Molekulare Analysen legen nahe, dass der Madagaskarzwergfischer engstens mit dem Haubenzwergfischer verwandt ist.
- Ispidina – 2 Arten:
  - Natalzwergfischer (Ispidina picta)
  - Braunkopfzwergfischer (Ispidina lecontei)
- Corythornis – 6 Arten:
  - Madagaskarzwergfischer (Corythornis madagascariensis)
  - Weißbauch-Zwergfischer (Corythornis leucogaster)
  - Haubenzwergfischer (Corythornis cristatus)
  - São-Tomé-Zwergfischer (Corythornis thomensis)
  - Principezwergfischer (Corythornis nais)
  - Malegassenzwergfischer oder Schwarzschnabel-Zwergfischer (Corythornis vintsioides)
- Dreizehen-Eisvögel (Ceyx) – 25 Arten:
  - Talaudzwergfischer (Ceyx sangirensis)
  - Sulawesizwergfischer (Ceyx fallax)
  - Goldzwergfischer (Ceyx melanurus)
  - Mindanaozwergfischer (Ceyx mindanensis)
  - Dschungelzwergfischer (Ceyx erithaca)
  - Rotrückenfischer (Ceyx rufidorsa)
  - Philippinenzwergfischer (Ceyx margarethae)
  - Molukkenzwergfischer (Ceyx lepidus)
  - Sulazwergfischer (Ceyx wallacii)
  - Buruzwergfischer (Ceyx cajeli)
  - Papuazwergfischer (Ceyx solitarius)
  - Manuszwergfischer (Ceyx dispar)
  - Neuhannover-Zwergfischer (Ceyx mulcatus)
  - Neubritannien-Zwergfischer (Ceyx sacerdotis)
  - Bougainville-Zwergfischer (Ceyx meeki)
  - Neugeorgien-Zwergfischer (Ceyx collectoris)
  - Guadalcanal-Zwergfischer (Ceyx nigromaxilla)
  - San-Cristobal-Zwergfischer (Ceyx gentianus)
  - Blaubrust-Zwergfischer (Ceyx cyanopectus)
  - Indigobrust-Zwergfischer (Ceyx nigrirostris)
  - Platinzwergfischer (Ceyx flumenicola)
  - Silberzwergfischer (Ceyx argentatus)
  - Azurzwergfischer (Ceyx azurea)
  - Bismarckzwergfischer (Ceyx websteri)
  - Mangrovezwergfischer (Ceyx pusillus)
- Alcedo – 7 bis 8 Arten:
  - Eisvogel (Alcedo atthis)
  - Türkiseisvogel (Alcedo coerulescens)
  - Brustbandeisvogel (Alcedo euryzona)
  - Herkuleseisvogel (Alcedo hercules)
  - Meninting-Eisvogel (Alcedo meninting)
  - Blaubandeisvogel (Alcedo peninsulae)
  - Schillereisvogel (Alcedo quadribrachys)
  - Kobalteisvogel (Alcedo semitorquata)

## Merkmale

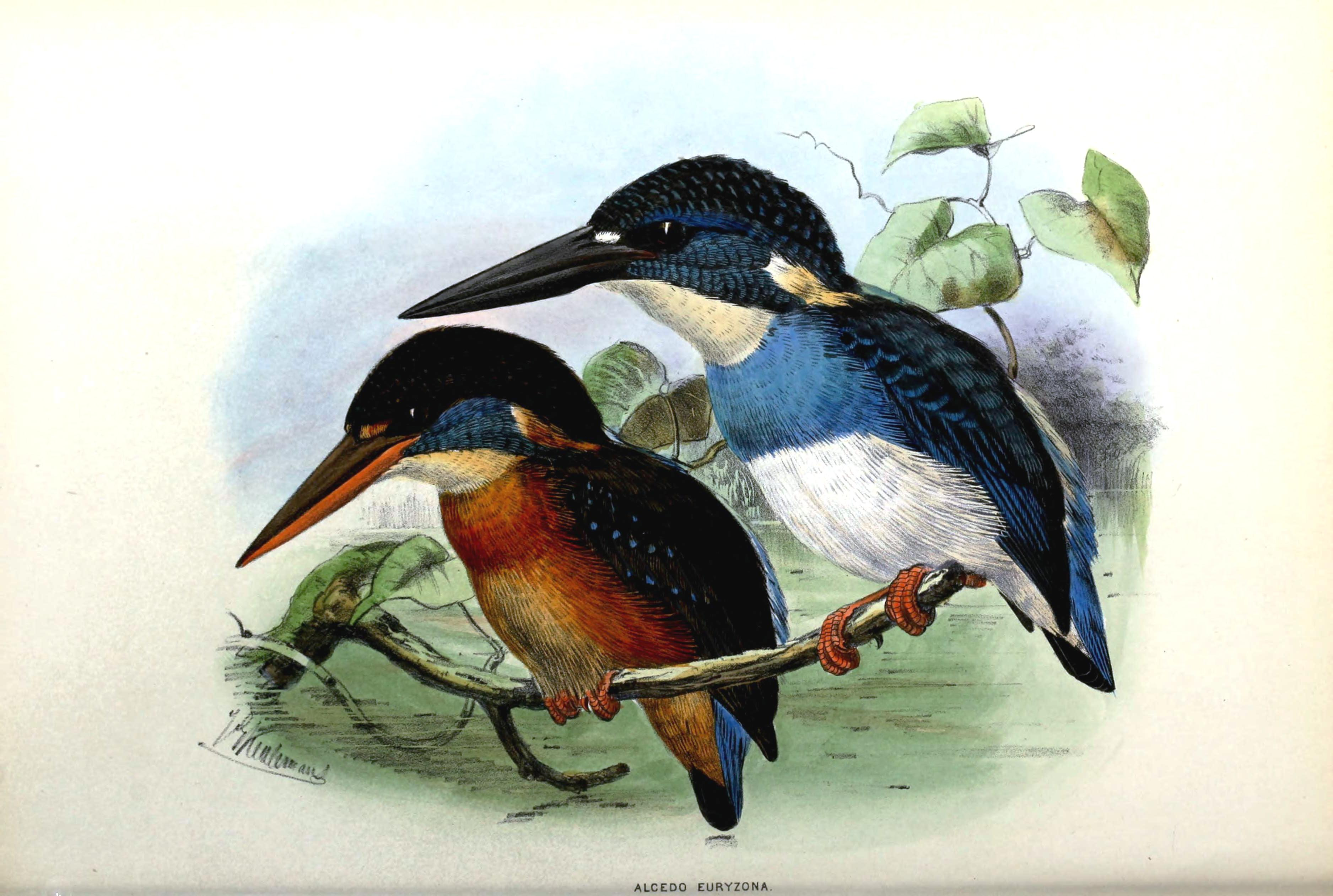
Brustbandeisvogel

Alle Alcedininae sind kurzschwänzige, großköpfige, gedrungene Vögel mit langen spitzen Schnäbeln. Wie andere Racken auch sind sie leuchtend bunt gefärbt. Die Arten der Gattung Alcedo haben typischerweise metallisch blaue Oberseiten und Köpfe sowie orange oder weiße Unterseiten. Die Geschlechter können gleich aussehen wie beim Bismarckzwergfischer, aber die meisten Arten zeigen einen Geschlechtsdimorphismus, der von Unterschieden in der Schnabelfarbe wie beim Eisvogel (Alcedo atthis) bis hin zu völlig verschiedenem Aussehen variiert. So ist das Männchen des Brustbandeisvogels unterseits weiß mit einem blauen Brustband, während die Unterseite des Weibchens orange ist.:64–75
Die kleineren Eisvögel, die den Rest der Unterfamilie ausmachen, sind oberseits blau oder orange und unterseits weiß oder gelbbraun mit geringen Unterschieden zwischen den Geschlechtern.:64–75 Quer durch die Unterfamilie korrespondiert die Schnabelfarbe mit der Ernährungsweise. So haben die insektenfressenden Arten rote Schnäbel, während die Schnäbel der fischfressenden Arten schwarz sind.:12–13
Aufgebaumt sitzen Eisvögel ziemlich aufrecht, im schnellen Flug nehmen sie eine gestreckte Haltung ein. Die Rufe sind typischerweise einfache hohe Schreie, die oft im Flug ausgestoßen werden.:195–223

## Verbreitung und Lebensraum

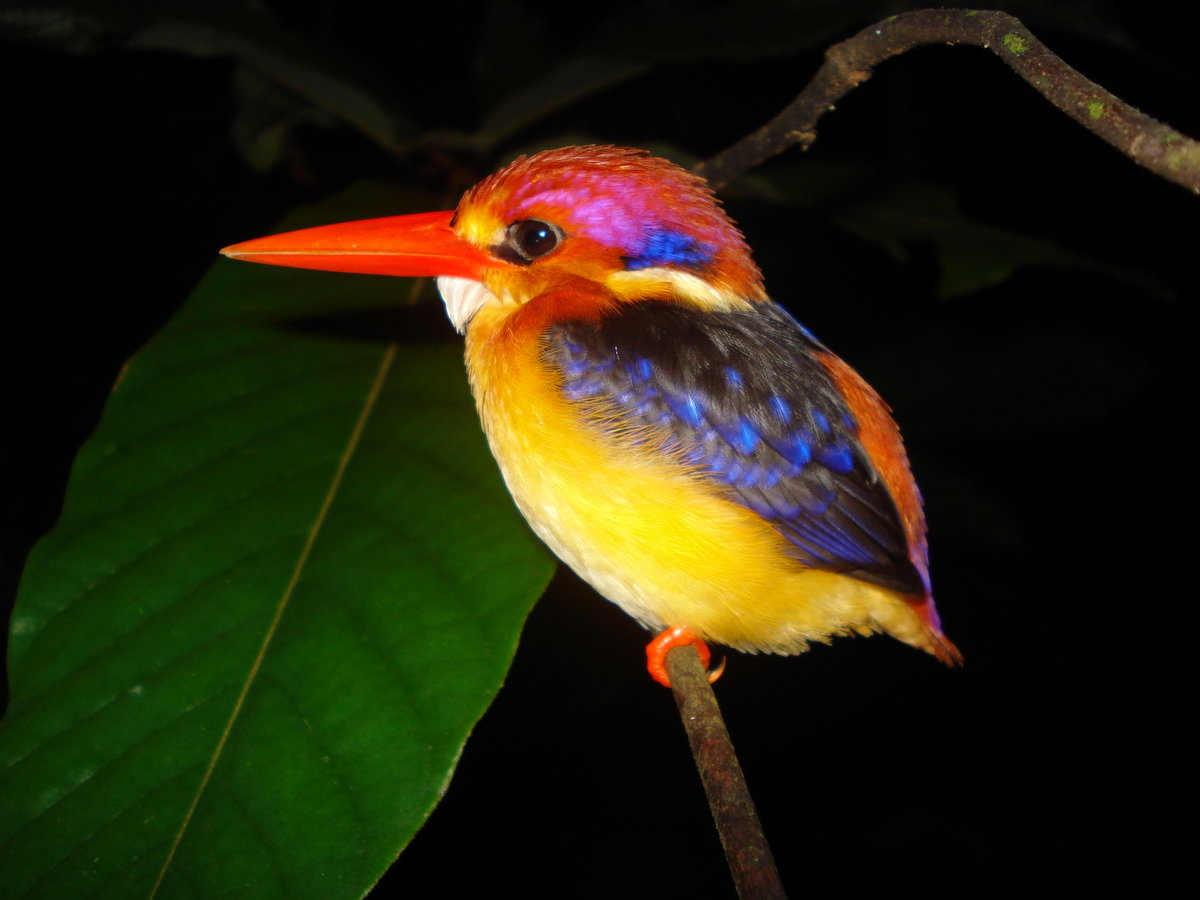
Dschungelzwergfischer

Die meisten der Eigentlichen Eisvögel leben in warmen Klimaten Afrikas sowie Süd- und Südostasiens. Drei Arten kommen in Australien vor; nur der Eisvogel (Alcedo atthis) lebt in weiten Teilen Europas und des gemäßigt-warmen Asiens. Keine Art kommt in Nord- bzw. Südamerika vor, obwohl bei den Grünfischern vermutet wird, dass sie von den Eigentlichen Eisvögeln abstammen. Der Ursprung der Unterfamilie wird in Südasien vermutet, wo nach wie vor die meisten Arten leben.:21–22
Die Ceyx- und Ispidina-Arten bewohnen hauptsächlich feuchte Regenwälder oder andere Waldformen und sind nicht notwendigerweise an Wasser gebunden. Die Alcedo-Arten sind eng an Süßwasser gebunden; sie kommen oft in offenen Habitaten vor, obwohl einige primär Waldarten sind.:195–223

## Verhalten

### Brut
Die Eigentlichen Eisvögel verhalten sich monogam und territorial. Das Paar gräbt eine Röhre in einen Steilhang, in die das Weibchen zwei oder mehr weiße Eier auf den Boden legt. Beide Partner brüten und versorgen die Jungen.:195–223 Die Eiablage erfolgt in eintägigen Intervallen, so dass bei Nahrungsknappheit nur der ältere, größere Nestling gefüttert wird. Die Küken sind beim Schlupf nackt, blind und hilflos; sie hocken – im Gegensatz zu irgendeinem Altvogel – auf den Fersen.:17–18

### Nahrungsaufnahme
Die kleinen Ceyx- und Ispidina-Arten ernähren sich hauptsächlich von Insekten und Spinnen, fressen aber auch Kaulquappen, Frösche und Eintagsfliegen-Nymphen, die in Wasserlachen gefangen werden. Sie sind Flugfänger; ihre roten Schnäbel sind zur Unterstützung des Insektenfangs abgeflacht.
Die Alcedo-Arten sind typischerweise Fisch-Fänger mit schwarzen Schnäbeln, fangen aber auch aquatische Wirbellose, Spinnen und Eidechsen. Einige Arten sind hauptsächlich insektivor und haben rote Schnäbel. Üblicherweise werden die Fische durch Tauchen erbeutet, nachdem der Vogel sich von einem Ast gestürzt hat; Eisvögel können aber auch kurze Zeit rüttelnd jagen.:12–13